# Bobenthal
Bobenthal è un comune di 317 abitanti della Renania-Palatinato, in Germania. Si trova al confine con la Francia.
Appartiene al circondario (Landkreis) del Palatinato sudoccidentale (targa PS) ed è parte della comunità amministrativa (Verbandsgemeinde) di Dahner Felsenland.